# Proiect pentru Monumentul Unirea Principatelor
Proiectul pentru Monumentul Unirea Principatelor cunoscut și ca Monumentul Unirii Principatelor, este o sculptură în gips realizată de artistul român Dimitrie Paciurea în anul 1909, în vederea participării sale la un concurs pentru ocuparea postului rămas vacant la catedra de sculptură și modelaj a Școlii de belle-arte din București, ca urmare a pensionării lui Wladimir Hegel.

## Istoric

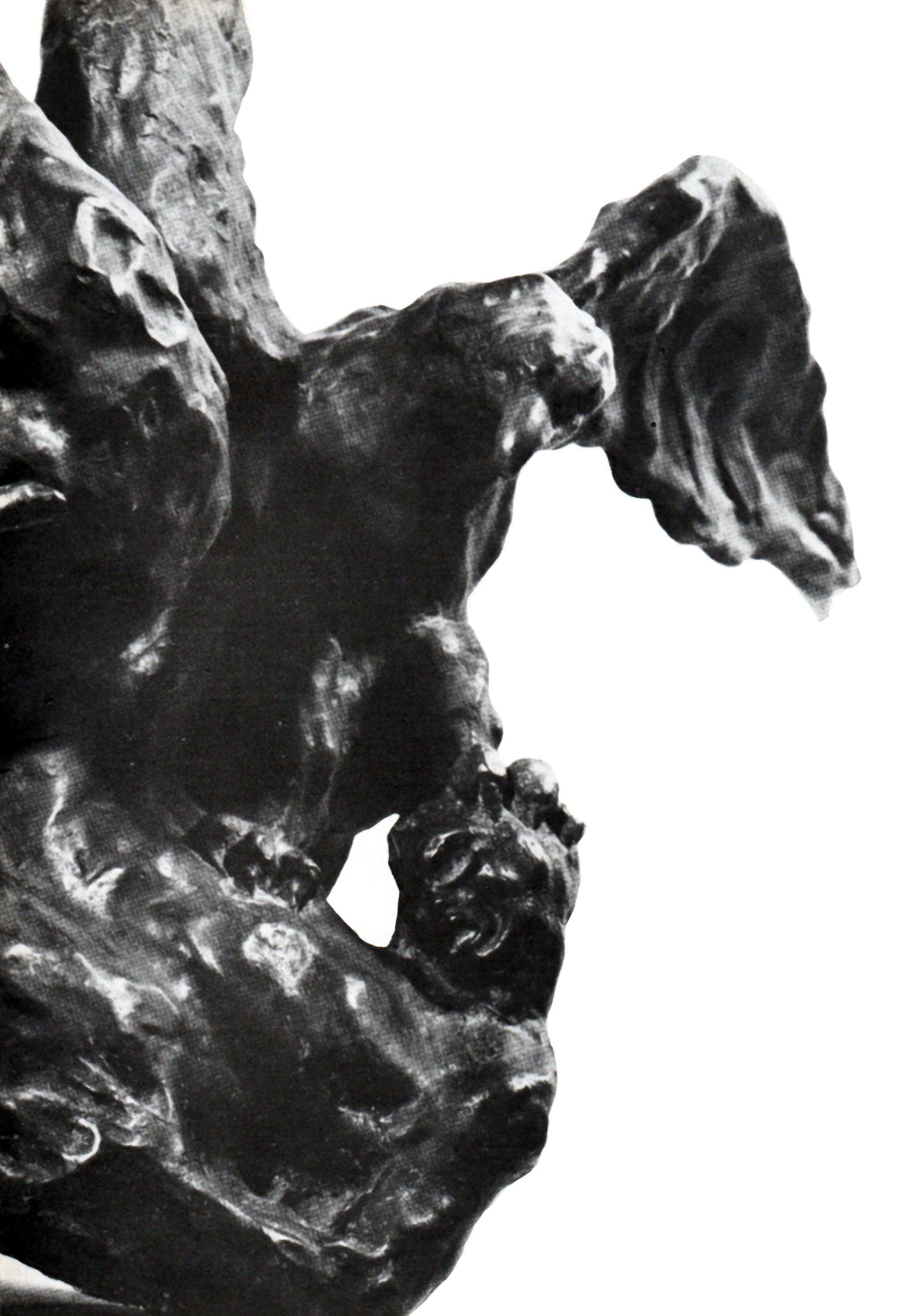
Monumentul Unirii Principatelor (detaliu)

Comisia de examinare a concursului a fost formată din Ștefan Sihleanu, aflat în funcția de inspector general al artelor, Emanoil Bardasare, Wladimir Hegel și Alexandru Tzigara-Samurcaș, care era în acei ani profesor de istoria artelor. Candidații pentru postul vacantat erau Dimitrie Paciurea, Oscar Spaethe, Ion Iordănescu, Aristide Iliescu, Frederic Storck și Dimitrie Mirea. Candidaților li s-au cerut să execute fiecare câte o machetă pentru realizarea unui monument al Unirii Principatelor, deoarece era iminentă aniversarea a 50 de ani de la actul Unirii.
Dimitrie Paciurea a realizat acest proiect de monument care a întrunit elogiile contemporanilor săi, el fiind recunoscut drept cel mai reușit dintre toate. După cum se poate observa dintr-o schiță în creion care se află astăzi la Muzeul Național de Artă al României, Paciurea gândise inițial grupul principal al monumentului format din zimbrul Moldovei, care purta pe spate două fete, Moldova și Muntenia, împungând cu coarnele personajul ce simboliza stafia discordiei. Hora țărănească se afla doar la baza soclului de monument, în față.
Ca urmare a analizării lucrărilor concurenților, comisia nu a nominalizat niciun proiect ca fiind câștigător, spunând că niciuna „... nu corespunde îndeajuns cerințelor subiectului fixat de ea și ca atare nu recomandă niciun candidat pentru catedra de sculptură”. Ca urmare, colecționarul Anastase Simu a cumpărat pe loc proiectul de monument și l-a expus în Muzeul Simu. În anul 1932 a realizat după el o copie. În partea de sus erau zimbrul și vulturul, turnați în bronz, și partea de jos era realizată din piatră artificială.
În anul 1962, Muzeul de Artă al Republicii Socialiste România a turnat o copie din bronz a grupului principal al monumentului, la Combinatul Fondului Plastic. Copia a fost realizată după originalul din gips care se afla într-o stare precară, fiind deteriorat. În anul 1964 s-a mai făcut o copie în ceară pierdută după copia realizată de Anastase Simu. Turnarea acestei copii a fost supervizată de sculptorul Gheorghe Vartic, ce se afla în acel an în funcția de restaurator la Muzeul de Artă al Republicii.
Proiectul de Monument al Unirii Principatelor, în gips, a fost expus la Salonul Oficial de Pictură și Sculptură, București, din anul 1909 și la Retrospectiva din anul 1932.

## Analize critice

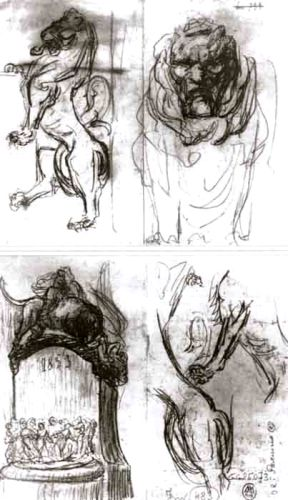
Schițe pentru Monumentul Unirii

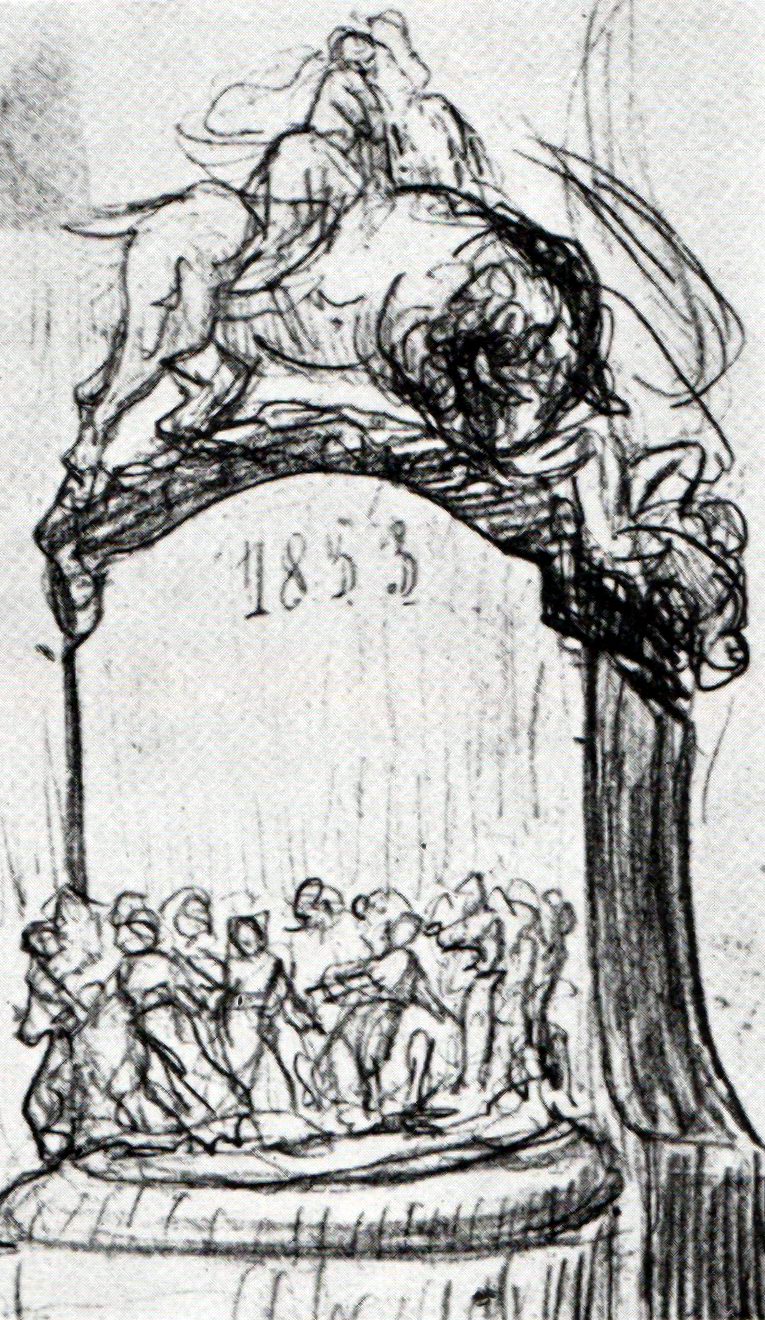
Schița inițială a monumentului

Această lucrare de artă monumentală, a dovedit pentru a doua oară după realizarea grupului statuar inspirat din Legenda Jepilor a lui Carmen Sylva din Parcul Carol I din București, că Paciurea era un sculptor înzestrat și avea certe calități pentru a-și exprima ideile-teme cu multă vigoare și forță, folosind alegorii condensate ca simbol. Au existat în acea vreme și critici care au comentat negativ lucrarea, spunând că simbolistica Unirii nu ar fi relevată în mod clar, deoarece cele două animale preluate din heraldica principatelor, par că se luptă între ele. De fapt, acelor cronicari le-a scăpat faptul că ideea Unirii nu poate fi reprezentată printr-un singur simbol, ci din mai multe care aveau importanțe diferite, ierarhia lor trebuind a fi parcursă vizual pentru înțelegerea întregului. Ceea ce ar fi trebuit să frapeze, privind lucrarea, era inadvertența dintre grupul de sus, conceput ca o lucrare de interior, și soclul grandios.
Monumentul se distinge printr-o armonioasă îmbinare dintre execuția plină de simplitate și sobrietate, caracterizată și de o maximă condensare și o perfectă economie a realizării, și grupul principal format din bour, vultur și personificarea discordiei, completat inspirat cu hora țărănească care se desfășoară la baza piedestalului. Prin exprimarea monumentală, prin echilibrul și maiestatea olimpiană a mișcării personajelor figurate și frumoasa desfășurare a formelor plastice, lucrarea Unirea amintește de statuara clasicismului grecesc.